# Odile Schweisguth
Odile Schweisguth (18 de octubre de 1913,Remiremont, departamento de Vosgos,Francia-2002) fue una médica francesa considerada la pionera de la oncología pediátrica en Europa y  fundadora del primer departamento de cáncer infantil en el Institut Gustave Roussy (IGR) en Villejuif.

## Trayectoria profesional
Se formó en la Escuela de Enfermería de la Cruz Roja, en 1932 comenzó sus estudios de medicina en Nancy. En 1934, su familia se mudó a París y ella se unió a ellos. Continuó sus estudios en la Universidad de París, donde recibió su primer título de médico en 1936. En 1946 después de la Segunda Guerra Mundial, obtuvo su doctorado con una tesis en oncología bajo la dirección de Pierre Ameuille.
Dirigió sus intereses médicos a la pediatría y comenzó a trabajar con Robert Debré en el Hospital Necker-Enfants Malades de París. Se convirtió en una de sus principales médicos.

### Centro oncológico Villejuif
En 1948, René Huguenin, profesor de patología y director del Instituto Gustave Roussy (IGR) de Villejuif, al sur de París, uno de los principales centros oncológicos del mundo, quiso abrir una sección de pediatría. Invitó a Odile Schweisguth a unirse al personal. Comenzó como consultora y más tarde se convirtió en jefa de la sala de oncología pediátrica, la primera de este tipo en Europa, en abril de 1952.
 

Según su obituario, Schweisguth fue fundamental en el trabajo allí.
Para el profesor Jean-Michel Zucker, actual jefe del departamento de pediatría oncológica del Institut Curie de París, desempeñó, junto a unos pocos especialistas estadounidenses, un papel fundamental, el de las pioneras que consiguieron despejar un campo médico prácticamente ignorado antes. Esta es la era de la identificación, la clasificación y los primeros ensayos terapéuticos de las diversas lesiones cancerosas que pueden afectar a los más jóvenes; empresa tanto más ingrata cuanto que apenas interesaba a la profesión médica, siendo consideradas la mayoría de estas afecciones como definitivamente incurables.
A partir de la década de 1960, el centro de atención de Villejuif fue un centro de formación para especialistas internacionales que querían trabajar en los departamentos de tratamiento del cáncer infantil que se estaban abriendo en varios otros hospitales europeos. Aproximadamente al mismo tiempo en 1969, Odile Schweisguth y varios de sus colegas crearon la Sociedad Internacional de Oncología Pediátrica, de la cual ella fue la primera presidenta y que hoy cuenta con casi mil miembros. En 1970, fue una destacada firmante de un apasionado alegato que defendía las necesidades de los niños con cáncer bajo el título Faut-il-les permissoirs? (¿Deberían permitirse?) que apareció en los Archivos franceses de pediatría. Abogó por los menores citando los muchos avances que se habían logrado en la joven disciplina del cáncer infantil y adelantó el inmenso interés científico de esta especialidad y la necesidad esencial de apoyo psicológico para los padres y menores enfermos.
Su obituario menciona que combinó "una aguda curiosidad intelectual con un inconformismo inquietante y fructífero, la Dra. Odile Schweisguth ha mostrado modestia y humildad científica a lo largo de su vida profesional. Esta actitud moral, que ella bautizó como realismo, no era en modo alguno ajena al optimismo y la valentía que inculcaba en las familias.” 
Se retiró del instituto Gustave Roussy pero no de la profesión en 1978. Murió el 26 de marzo de 2002 en su casa de Cotâpre en Molphey en Côte-d'Or.

## Premios y reconocimientos
- 1997: co-ganadora del premio Antoine-Lacassagne, otorgado por la Liga Nacional contra el Cáncer, con Thierry Philip.
- 1999: Caballero de la Legión de Honor[5][6]